# 伊登·夏薩特
伊登·米高·華特·阿札爾（法語：Eden Michael Walter Hazard，法語發音：[edɛn azaʁ]，1991年1月7日—）是已退役比利時職業足球員，司職進攻中場或翼鋒，曾代表比利時國家足球隊。他在足球生涯高峰時期被譽為僅次美斯和C朗拿度的最強球員。
2019年夏天由車路士加盟皇家馬德里，轉會費高達1億5百萬歐元。於2023年10月10日宣布退役。

## 生活
阿札爾的家庭是足球世家，父母都是前比利時足球員（父親主要在比利時二級聯賽踢球，母親更是直到懷有伊登之前都在比利時一級的女子聯賽效力，兩人日後退休都轉任體育老師），因此他和三个弟弟、基利安·阿扎尔和伊丹·阿扎尔全都在父母的影響下走向職業足球员的路。
2012年，阿扎尔与娜塔莎·范·霍纳克结婚。兩人育有4個孩子。

## 球會生涯

### 里爾
夏薩特在2005年加盟里爾，並在2007年5月28日簽署人生第一張職業球員合同。儘管仍然顯得相當年幼，但他很快已經在2007/08賽季被球會內部提拔上一隊陣營，同時向法甲賽會註冊申報。當時夏薩特分配到34號球衣，以此迎來了自己職業生涯的處子戰；2007年11月24日，年僅16歲又10個月的夏薩特在法甲聯賽對南錫的比賽第78分鐘以後備身份替補上場。隨後夏薩特又嘗三度後備披甲，但不久便被調降回球會的預備組，並使里爾預備組在全國第四級別的業餘聯賽取得第5名。

#### 2008/09
2008/09是阿札爾首個完整且正式的法甲賽季，恰巧里爾有新教練魯迪·加西亞剛剛上台，魯迪·加西亞對夏薩特的才華投以相當期盼和信任，重新把夏薩特升上球會一隊之餘，還贈他改穿上意味著更貼近正選地位的26號球衣。開季初段，夏薩特頻頻獲得後備上陣的機會。當中最叫人眼前一亮的是對歐賽爾時，里爾臨近比賽完結仍然處於落後1-2的劣勢，其時17歲零8個月的夏薩特登場後把握一次角球機會，趁對手鏟球解圍不力後伏兵於禁區邊陲起腳中鵠，於比賽第88分鐘替球隊扳成平手且士氣大振，吹起里爾最終在補時階段3-2神勇地後來居上的號角。而這個處子入球不單有功勞於反勝對手，另外還令夏薩特成為里爾球會於1944年戰後創立以來最年輕的入球球員。數週之後，夏薩特在聯賽面對聖伊天取得職業生涯首次正選出場，立刻攻進場上的第一個入球，幫助球隊輕鬆地3球大勝對手。短短日子裡夏薩特經已顯露出自己的不凡身手以及優厚潛質，會方因此忙不迭地提出延長合約的要求，2008年11月18日夏薩特同意將合約續期三年直至2012年為止。
續約過後夏薩特亦陸續有良好表現。聯賽方面，他在2009年2月7日對索察時射入球隊的致勝入球，4月26日雖然1-2不敵馬賽但仍為里爾先開紀錄。而法國盃方面，夏薩特先後在業餘球隊登卡爾克和衛冕冠軍里昂身上梅開二度，藉此淘汰後者帶領里爾闖入八強。到了賽季完畢之後，夏薩特獲職業足球員全國聯盟頒發該季的甲組聯賽最佳年青球員獎，而他也成為該個獎項自1994年創立以來的首位非法國籍得獎者。

#### 2009/10
經過處子賽季一鳴驚人的演出，在2009年夏天許多歐洲國家的媒體紛紛猜測夏薩特會否出現在轉會市場，包括阿仙奴、曼聯、巴塞羅拿和國際米蘭在內的勁旅都曾經查詢過他的狀況，而前皇家馬德里兼法國名宿施丹更加是高調地向該會管理層特別引薦夏薩特。然而里爾球會主席塞杜（Michel Seydoux）斷然拒絕掉一切收購要求；而夏薩特本人為了在球技和比賽經驗的關鍵成長期維持持續的正選上陣機會，因此也對外界表明願意繼續留效球隊至少多一季時間。
當季夏薩特取得完美的起步，還初嘗踏足歐洲賽場的滋味。他於里爾的第一場正式比賽，也就是首屆歐霸盃第三圈外圍賽首回合對塞爾維亞球會施禾奴時已就已經打開季度個人進球帳戶，助里爾兩回合計淨勝4球輕鬆淘汰對手；8月27日，夏薩特又在附加賽第二回合後備上陣射破祖國球會亨克的大門，使球隊總比分6-3擊潰對手並得以晉身下一個階段。進入分組賽後，夏薩特於10月22日再一次擔當後備殺手，在比賽第84分鐘的一次沿著球場左路邊線快速奔襲，擺脫六名熱拿亞防守球員後在離門18碼位妙射建功，替里爾該場的3-0勝局作錦上添花。另外夏薩特還參與了一個月之後5-1擊潰捷克球會布拉格斯拉維亞的戰役，他在比賽初段一次個人突破後的迅速傳中迫得對方中堅馬列克·蘇希笨拙地擺了個烏龍球。來到2010年3月11日的十六強對利物浦的首回合主場比賽，夏薩特在第83分鐘自由球直射入網而取得全場唯一入球，可惜次回合因為作客大敗於晏菲路球場，終使里爾這季的歐霸盃之旅劃上句號。
與此同時，夏薩特在本土法甲聯賽的表現也較上季更進一步。除了正選席位牢不可破以外，亦屢屢在關鍵的情況下貢獻出入球或者助攻；特別是在接近季尾、里爾已經從歐霸盃畢業，可以專心於聯賽賽程之時，夏薩特的發揮更見重要。例如在3月28日輕取爭標對手蒙彼利埃一役裡，他全場便送出了兩次助攻，連帶摘下3月份的法甲每月最佳球員。
2009/10經過季尾的白熱化爭奪之後，里爾以1分之微屈居殿軍，而夏薩特整季聯賽上陣37次入5球8助攻，表現全面，甚至獲得提名法甲年度最佳球員可惜最後不敵利辛度·盧比斯落選。而法甲年度最佳青年球員獎項，夏薩特則是又一次以大熱門姿態贏出，開創衛冕這個獎項的先例；同時他也入選年度最佳陣容。

### 車路士
「我將要與本年的歐冠冠軍簽約。」-2012 年 夏薩特在與車路士簽約之前在他的推特上寫道。
2012年6月4日，車路士在其官方網站上正式確認，與里爾商定了轉會球員夏薩特的條件。夏薩特與車路士確定了個人條件，並通過了體測。報告指轉會費定價為3200萬英鎊。
在與車路士簽約後，夏薩特接受車路士官方訪問：「我很高興終於來到這裏，這是一個美妙的球會，我已經迫不及待地想開始了」。他被賦予了17號的球衣，這是以前保辛華穿的球衣號碼。在7月18日，夏薩特迎來了他在車路士的處子秀，在季前熱身賽對西雅圖海灣者比賽中，替車路士取得入球。
2012年8月12日，夏薩特在2012年的英格蘭社區盾對曼城的比賽中首次亮相，但球隊卻在維拉公園遭遇了3-2的失利。一個星期後，他在DW體育場對韋根的英超比賽中正選上陣，在比賽中，夏薩特首先助攻伊雲奴域取得入球領先，幾分鐘後，他贏得了一個罰球，弗蘭克·蘭帕德轉換，贏得了他的一邊2-0勝利。他在球隊的下一場比賽中首次亮相斯坦福橋，8月22日對陣雷丁，他又獲得了蘭帕德的另一個罰球。夏薩特也幫助目標由加里·卡希爾和伊雲奴域切爾西贏得4-2在斯坦福橋。三天后，夏薩特打進他的第一個進球，作為切爾西球員在纽卡斯尔联的聯賽中得分。切爾西贏得了比賽2-0。
夏薩特首次亮相車路士歐聯賽事是小組賽首輪對陣祖雲達斯。10月6日，他在對陣諾域治的賽事中攻入了他在車路士的第二個入球。在12月，他在連續兩場比賽中取得入球，分別是在聯賽盃裡對列斯聯5-1的賽事，和在聯賽中大勝阿斯東維拉8-0的比賽。

### 皇家馬德里
原本夏薩特於2018年世界盃過後暗示有意離開車路士，而皇家馬德里一直希望簽下夏薩特，不過因為車路士需要在18-19球季爭取歐聯資格的情況下，夏薩特也被說服效力多車路士一個賽季，在歐霸杯決賽過後宣布離開車路士。2019年6月7日，皇家馬德里官方宣佈簽入車路士球星夏薩特，合約為期五年。據報道，夏薩特的轉會費為8,800萬鎊，而根據合約條款，費用最高更可達1.5億鎊。惟加盟皇家馬德里後，在過往英超極具體力化踢法下，其傷患問題開始不斷浮現，因此表現一直不似預期。
2021年5月5日，歐洲冠軍聯賽半決賽皇家馬德里被切爾西兩回合共3-1淘汰後，夏薩特因與切爾西前隊友們一起大笑而受到皇馬球迷指責。球迷均表示他喪失職業球員的態度并且極不尊重皇馬俱樂部。
2023年6月3日，皇家馬德里宣佈與夏薩特提早於2023年6月30日解約。

## 國家隊生涯
阿札爾在足球路上之成長速度似乎總是較其他同齡的人領先不少，這情況也體現在國家隊層面方面。他很早就經歷國家青訓系統的洗禮，先後入選比利時U17及比利时U19代表隊，助比利時在2007年作為東道主的歐洲U-17錦標賽上勇奪季軍。
2008年11月18日夏薩特在對陣盧森堡的友賽上，初次成為大國腳亮相於國際足協A級賽事，時年17歲零10個月。此後夏薩特在比利時國家隊多次換帥的亂局下，仍保持住自己在國家隊的一席之地。
2016年歐洲國家盃，夏薩特代替受傷的甘賓尼，擔任比利時隊長。
2018年國際足協世界盃，比利時在他的帶領之下拿下季軍。
2022年國際足協世界盃，比利時於分組賽被淘汰後，夏薩特宣佈退出國家隊。

## 技術風格
夏薩特主要活躍於左路，踢法傾向於傳統邊鋒，偶爾也會在迪比亞路區起腳遠射，他的爆發力和變速轉向能力相當突出，曾經1條龍連過5人後破門。

## 趣事
2014年，夏薩特對低組別球隊的隊名非常不熟識，將梳士貝利（英語：Shrewsbury）讀成草莓（英語：Strawberry）。
2024年3月10日，里尔足球俱乐部宣布該俱乐部新训练场被命名为“埃登-阿扎尔训练场”。

## 生涯統計

### 球會
最近一次更新於2019年7月25日
| 效力球會 | 球季    | 聯賽 | 聯賽 | 盃賽 | 盃賽 | 歐洲賽 | 歐洲賽 | 其他 | 其他 | 總計 | 總計 |
| 效力球會 | 球季    | 上陣 | 入球 | 上陣 | 入球 | 上陣   | 入球   | 上陣 | 入球 | 上陣 | 入球 |
| -------- | ------- | ---- | ---- | ---- | ---- | ------ | ------ | ---- | ---- | ---- | ---- |
| 里爾     | 2007/08 | 4    | 0    | 0    | 0    | —      | —      | —    | —    | 4    | 0    |
| 里爾     | 2008/09 | 30   | 4    | 5    | 2    | —      | —      | —    | —    | 35   | 6    |
| 里爾     | 2009/10 | 37   | 5    | 3    | 1    | 12     | 4      | —    | —    | 52   | 10   |
| 里爾     | 2010/11 | 38   | 7    | 7    | 5    | 7      | 0      | —    | —    | 52   | 12   |
| 里爾     | 2011/12 | 38   | 20   | 4    | 1    | 6      | 0      | 1    | 1    | 48   | 21   |
| 里爾     | 總計    | 147  | 36   | 19   | 9    | 25     | 4      | 1    | 1    | 194  | 50   |
| 車路士   | 2012/13 | 34   | 9    | 11   | 3    | 13     | 1      | 4    | 0    | 62   | 13   |
| 車路士   | 2013/14 | 35   | 14   | 4    | 0    | 9      | 3      | 1    | 1    | 49   | 17   |
| 車路士   | 2014/15 | 38   | 14   | 7    | 2    | 7      | 3      | —    | —    | 52   | 19   |
| 車路士   | 2015/16 | 31   | 4    | 3    | 2    | 8      | 0      | 1    | 0    | 43   | 6    |
| 車路士   | 2016/17 | 36   | 16   | 7    | 1    | —      | —      | —    | —    | 43   | 17   |
| 車路士   | 2017/18 | 34   | 12   | 9    | 2    | 8      | 3      | 0    | 0    | 51   | 17   |
| 車路士   | 2018/19 | 37   | 16   | 7    | 3    | 8      | 2      | 0    | 0    | 52   | 21   |
| 車路士   | 總計    | 245  | 85   | 48   | 13   | 53     | 15     | 6    | 1    | 352  | 110  |
| 皇馬     | 2019/20 | 16   | 1    | 2    | 0    | 0      | 0      | 0    | 0    | 0    | 0    |
| 皇馬     | 總計    | 16   | 1    | 2    | 0    | 0      | 0      | 0    | 0    | 0    | 0    |
| 全總計   | 全總計  | 408  | 122  | 69   | 22   | 80     | 15     | 7    | 2    | 546  | 160  |

### 國家隊
最近一次更新於2013年8月14日
| 代表國家隊 | 賽季 | 上陣 | 入球 |
| ---------- | ---- | ---- | ---- |
| 比利時     | 2008 | 1    | 0    |
| 比利時     | 2009 | 9    | 0    |
| 比利時     | 2010 | 7    | 0    |
| 比利時     | 2011 | 8    | 1    |
| 比利時     | 2012 | 8    | 1    |
| 比利時     | 2013 | 9    | 3    |
| 比利時     | 2014 | 12   | 1    |
| 比利時     | 2015 | 9    | 6    |
| 比利時     | 2016 | 14   | 5    |
| 比利時     | 2017 | 5    | 4    |
| 比利時     | 2018 | 16   | 6    |
| 比利時     | 2019 | 4    | 3    |
| 總計       | 總計 | 102  | 30   |

## 榮譽

### 球會
里爾
- 法国足球甲级联赛冠軍：2010–11
- 法國盃冠軍：2010–11

車路士
- 歐霸盃冠軍：2013、2019
- 英格蘭聯賽盃冠軍：2015
- 英格兰足球超级联赛冠軍：2014–15、2016–17
- 英格蘭足總盃冠軍：2017–18

皇家馬德里
- 西甲：2020、2022
- 西班牙超級盃：2019、2022
- 歐冠：2022
- 歐洲超級盃：2022
- 世俱杯：2022
- 國王盃:2023

### 個人獎項
- 国际足联年度最佳阵容17/18、18/19
- UNFP 法甲年度最佳青年球員： 2008/09、2009/10
- UNFP 法甲年度最佳陣容： 2009/10
- UNFP 每月最佳球員： 2010年3月份[49]
- PFA 英超PFA年度最佳青年球員： 2013/14
- PFA 英超PFA年度最佳陣容： 2012/13、2013/14、2014/15
- 英格蘭PFA足球先生 : 2014/15

埃登·夏薩特曾連續兩年當選的法甲年度最佳青年球員，不但成為該獎項1994年創立以來的首位非法國籍得獎者，而且也是第一個能夠衛冕獎項的人。

## 備註
1. ↑  包括 法國盃、法國聯賽盃及法國超級盃

## 外部連結
- Soccerway資料庫：伊登·夏薩特
- 伊登·夏薩特在BDFutbol中的档案